# 玛丽·威尔逊
玛丽·威尔逊（英語：Mary Wilson，1944年3月6日—2021年2月8日）是美国歌手和音乐秀表演者，她因是至上女声组合的创始成员而享誉国际。至上女声组合是摩城唱片在1960年代推出的美国历史上最成功也是最具声望的女子演唱组合，同时这也是全球最畅销的女子组合之一。